# Turkana (peuple)
Pour les articles homonymes, voir Turkana.
Les Turkana sont une population d'Afrique de l'Est vivant principalement au nord-ouest du Kenya dans une région chaude et aride située à l'ouest du Lac Turkana, mais également en Éthiopie et à un moindre degré au Soudan du Sud.  

## Ethnonymie
Selon les sources et le contexte, on observe différentes formes : Elgume, Ngiturkan, Nnyiturukwan, Tourkana, Turkanas.

## Population
Ils voisinent avec les sociétés Pokot (Pökoot), Rendille, et Samburu au sud.

## Langue
Leur langue, également nommée turkana, appartient au groupe ateker de la famille nilotique orientale. Ils la désignent par le terme Ng'aturk(w)ana. Le nombre de locuteurs du turkana était proche d'un million lors du recensement de 2009.

## Économie et culture

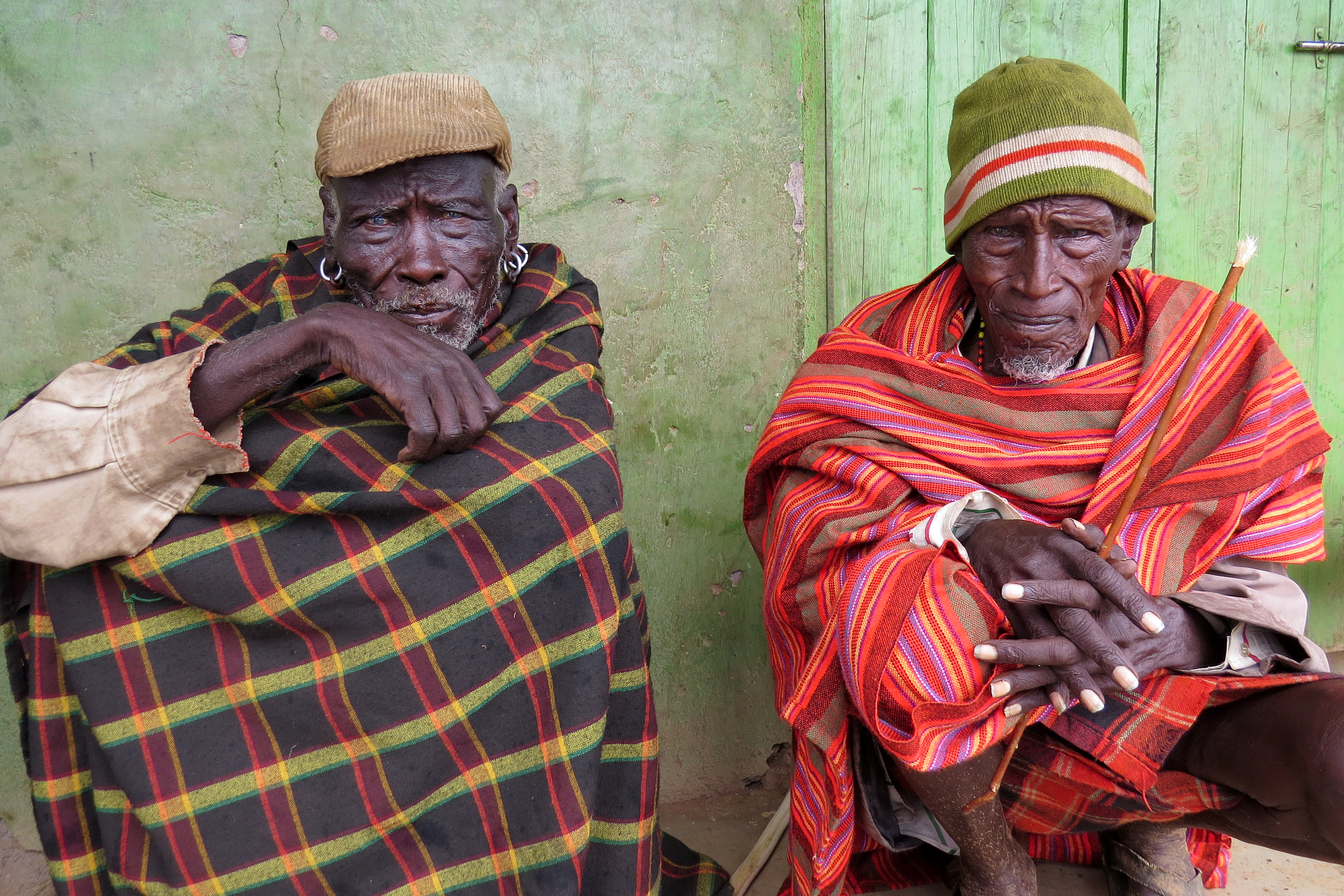
Deux pasteurs se protégeant de la pluie.

Les Turkana pratiquent le pastoralisme et le nomadisme. Le bétail occupe une place centrale dans leur culture. Selon leur tradition orale, ils se qualifient eux-mêmes de « peuple du taureau gris ». Les chèvres, les moutons, les dromadaires, les ânes mais surtout les bovins constituent leur cheptel. Dans cette société, le bétail fournit non seulement du lait et de la viande, mais sert également de valeur d'échange pour le paiement de la dot.

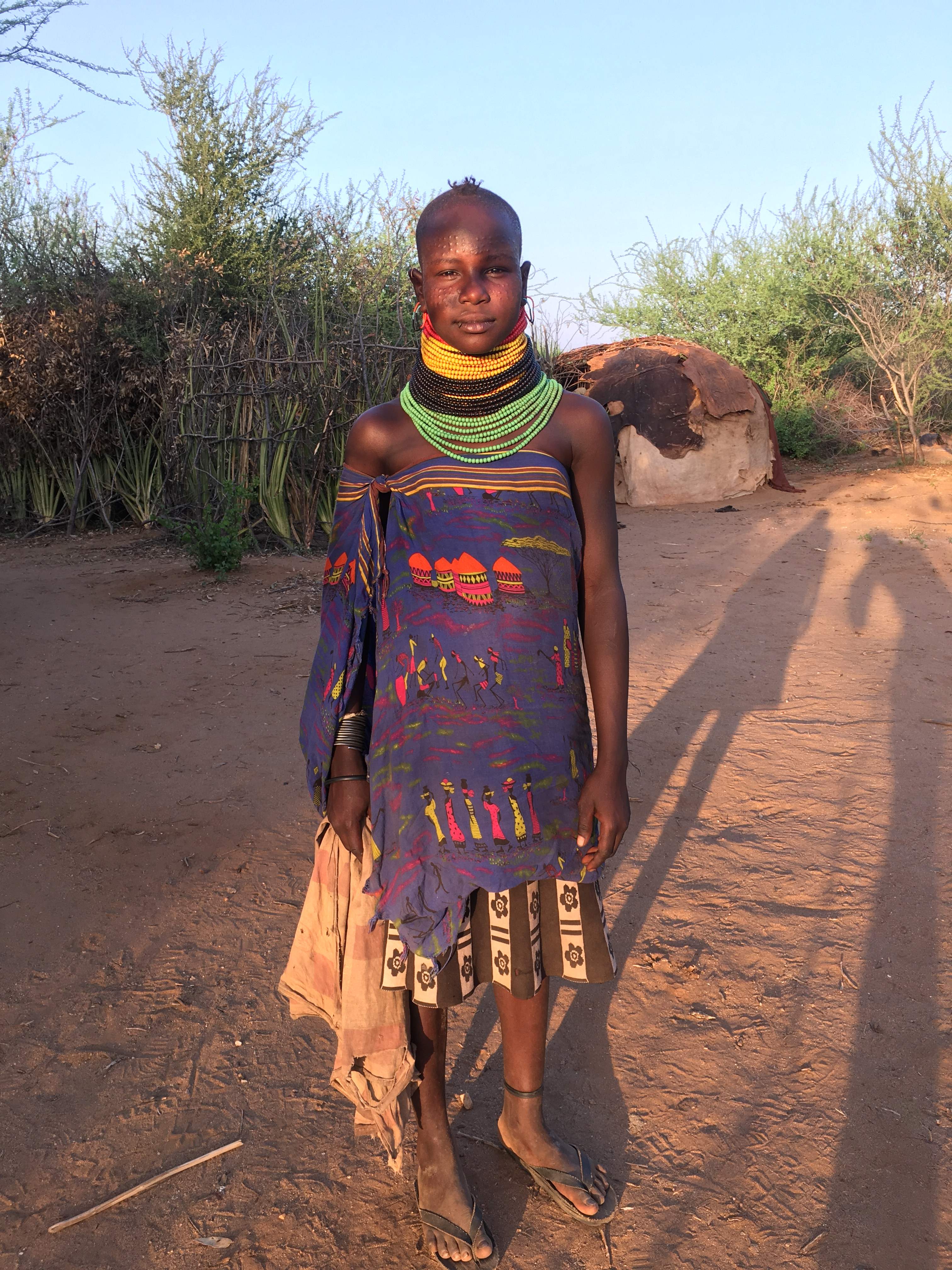
Jeune fille nomade s'apprêtant à traire les dromadaires.

Généralement, un jeune homme ne reçoit qu'une chèvre ou qu'un mouton à partir duquel il devra former un troupeau. Lorsqu'il aura accumulé suffisamment de bétail, il pourra en utiliser une partie pour négocier des épouses. La polygamie est courante chez les Turkana, dans la mesure où la profusion du bétail détermine le nombre d'épouses qu'un homme peut négocier et prendre en charge.
Des programmes d'aide au développement ont tenté de développer la pratique de la pêche chez les Turkana, qui la considéraient précédemment comme un tabou. L'agriculture est également pratiquée de manière marginale.
Les Turkana sont également réputés pour leur maîtrise de la vannerie. Ils utilisent l’osier, la paille et les fibres les plus dures de feuilles pour confectionner des paniers ou des nasses coniques, à proximité du lac.

## Art contemporain
- Pierre Graziani a peint une suite de tableaux intitulée Lake and desert of Turkana qui a été exposée au Musée national de Nairobi en 1982.